# エンフィールド (コネチカット州)
エンフィールド（英: Enfield）は、アメリカ合衆国コネチカット州のハートフォード郡にある町。人口は4万1245人（2020年）。北はマサチューセッツ州境であり、同州ロングメドウとイーストロングメドウ各町に接し、東はコネチカット州サマーズ町、南は同イーストウィンザーとエリントンの各町に接し、西はコネチカット川の対岸にサフィールドとウィンザーロックスの各町がある。

## 歴史
エンフィールドとなった地域には当初、ポカムタック族インディアンが住んでおり、シティコとナメロークという2つの村があった。1679年、 セイラムから来た開拓者が入植した。1683年、エンフィールドはマサチューセッツの町として法人化された。1749年、測量の誤りで現在のエンフィールドを含むハートフォード郡の一部がマサチューセッツに入っていたことに関する問題を決着させる訴訟が落ち着いた後、エンフィールドはコネチカットに譲渡されその一部になった。
ジョナサン・エドワーズが、エンフィールドでその有名な『怒れる神の御手の中にある罪人』と題する説教を行った。これは18世紀半ばにニューイングランドで現れ、北アメリカ西部文明全体に広がった大覚醒宗教再生運動の一部だった。
エンフィールドの現在ある町は、エンフィールド、トンプソンビル、ハザードビルの各町が合併してできた。ハザードビルはオーガスタス・ジョージ・ハザード大佐（1802年-1868年）にちなむ命名であり、ハザードが作った会社は1830年代から1910年代に町のパウダーホロー地域で火薬を製造した。1989年に南北戦争を題材に制作された映画『グローリー』では、火薬の箱の側面に「コネチカット州エンフィールド」と印刷された文字が見られた。1970年代にCBS系テレビで放映された刑事ドラマ『ハワイ5-0』のあるエピソードでは、ジャック・ロードが演じたスティーブ・マクギャレットが、爆発物を調べて「ハザード火薬会社、コネチカット州エンフィールド」にたどり着いた。南北戦争当時のこの会社の製造能力は、1日1,200ポンド (540 kg) だった。ここで火薬が製造された間にパウダーホローで発生した爆発事故で60人以上が亡くなった。工場も何度か爆破されたが、仮に1つの建物が爆発しても、他の建物が連鎖して爆発しないように工夫されていた。これらの建物とダムの廃墟が現在は一般公開されている。パウダーホローには現在野球場とハイキング道がある。
コネチカット川に浮かぶキングス島は、以前にテリー島あるいはグレート島と呼ばれており、1872年と1873年に再臨待望運動キリスト教徒が重要な転換点となった集会を開いた場所である。

### エンフィールド・シェーカーの村

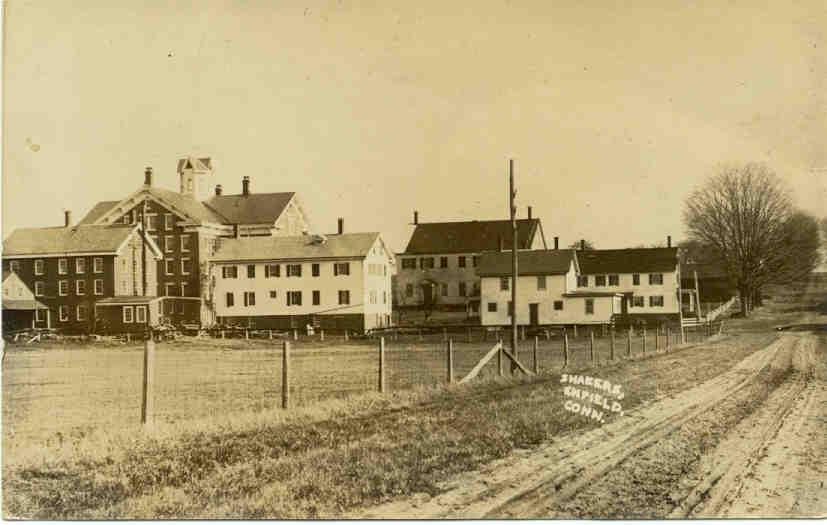
エンフィールド・シェーカーの村、1910年頃

1793年、エンフィールド・シェーカーの村が町内に設立された。これはメイン州からケンタッキー州まで散らばった19か所の村の1つだった。ユートピア指向の宗教集団が不淫の共同体生活を実行したものであり、今日ではそのシンプルな建築と家具で知られている。しかし、会員は次第に減っていき、村は解体された。その後の敷地はエンフィールド矯正所によって再開発され、現在もシェーカー道路沿いにある。

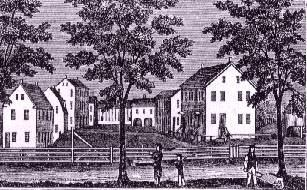
エンフィールド・シェーカー村

エンフィールドの名前がロンドンのインフィールド・ロンドン特別区からきているという接は誤りである。町の著名な歴史家であるフランク・テイラー博士に拠れば、隣接するマサチューセッツ州スプリングフィールド（元はノースフィールド）やコネチカット州サフィールド（元はサウスフィールド）と似たような形で名付けられたとしている。テキサス州オースティンにあるオールド・エンフィールド地区はコネチカット州エンフィールドの名前を使っており、エンフィールドで生まれてテキサス州知事を務めたエリシャ・M・ピースの一家によって名付けられた。ピースの高祖父が17世紀にマサチューセッツの一部としてエンフィールドを設立することに貢献した

## 地理
アメリカ合衆国国勢調査局に拠れば、町域全面積は34.2平方マイル (88.6km2)であり、このうち陸地33.3平方マイル (86.2 km2)、水域は0.93平方マイル (2.4 km2)で水域率は2.76%である。

## 地区
エンフィールドの町内には以下の地区がある。
- クレセントレイク - 美しい農地に接する。最少と最大の矯正施設に接近している。独立記念日の7月4日には毎年パレードが行われる
- エンフィールド歴史地区 - アメリカ合衆国国家歴史登録財に指定された地区。エンフィールド通りとキング通り（アメリカ国道5号線）に沿う。エンフィールド通り1106番地から1492番地の家屋の多くは18世紀半ばのものである。建築様式としてヴィクトリア様式、ジョージア様式、19世紀復古調が見られる。エンフィールド町役場博物館やアメリカ最古の会衆派教会がここにある
- ハザードビル - オーガスタス・ジョージ・ハザード大佐にちなむ命名。パウダーホローなど幾つか小さな郊外地に広がる。エンフィールド町の中心が最近この歴史ある地域入り始めた。ハザードビルの中心はハザード・アベニューのパーク通りとノース通りの間にある。コネチカット・バレー・タバコニスト、ゲイルズ・タイム・ハーバル薬局、クランベリー・スクープ・ギフトショップ、スモーキン・レザー、さらに多くのピザ屋など著名で小さな店舗がある。パウダーホロー公園がこの地区にある
- ノーストンプソンビル - 住宅地区が多く、一部は商業地区になっている。多くの公園と学校もある
- プレジデンシャル・セクション - 全てが住宅地区であり、通りは全て歴代アメリカ合衆国大統領から名付けられている。家屋は中くらいから大型まである。
- シティコ - 町の東端にある。グリーン・マナーがこの地区の一部だと考えられる。純粋に郊外部であり、道、歩道が曲がりくねり、公園も袋小路もある。グリーン・マナーは幹線道である州間高速道路91号線から約4.5マイル (7.2 km) にあり、サマーズ町に接する。ネイサン・ヘイル小学校の向かいには、テニスコート、スケートボード用コブ、幼児のための遊戯場がある住宅公園がある。グリーン・マナー公園にはかつてプールがあったが、町が保守できず、今は取り除かれた
- シェーカー・パインズ - 風変わりな湖畔の家のうえには背の高い松の木がある。元々シェーカー村の一部だった。湖はシェーカーが工場を動かすために造られた。工場は1990年代後半にはいって湖の外れのダムの傍で空室となっている。この工場は1987年にフレデリック・メリルが地元高度警備刑務所を脱走したあとで隠れ家にしていた。メリルは1968年に最初に脱獄したときに、その母がピーナッツバターのツボを差し入れていたので、「ピーナッツバター強盗」と呼ばれた。この工場はその後、安全上の理由で解体された。
- シャーウッド・マナー
- サウスウッド・エーカーズ - 町の南部にある住宅地区
- トンプソンビル - オリン・トンプソンにちなんで名付けられた。都市化された環境にあり、エンフィールドの中心である。過去数年間で、中心街を再活性化する試みが行われた[7]。パール通りの南行き部分にはヴィクトリア様式の古い家が多い。コネチカット川沿いにはボート進水場も多い。通勤鉄道のニューヘイブン・ハートフォード・スプリングフィールド線が計画されており、古い建物を鉄道の駅と交通のハブにする計画が始まった。エンフィールドとトンプソンビルには現在、コネチカット交通の通勤バスが運行され、ハートフォートの行き来に利用できる。

## 人口動態
以下は2000年の国勢調査による人口統計データである。
| 基礎データ - 人口: 45,212 人 - 世帯数: 16,418 世帯 - 家族数: 11,394 家族 - 人口密度: 523.0人/km2（1,354.3 人/mi2） - 住居数: 17,043 軒 - 住居密度: 197.1軒/km2（510.5 軒/mi2） 人種別人口構成 - 白人: 89.74% - アフリカン・アメリカン: 5.61% - ネイティブ・アメリカン: 0.20% - アジア人: 1.34% - 太平洋諸島系: 0.02% - その他の人種: 1.57% - 混血: 1.54% - ヒスパニック・ラテン系: 3.74% | 年齢別人口構成 - 18歳未満: 22.6% - 18-24歳: 7.6% - 25-44歳: 34.2% - 45-64歳: 21.9% - 65歳以上: 13.7% - 年齢の中央値: 37歳 - 性比（女性100人あたり男性の人口） - 総人口: 110.2 - 18歳以上: 112.7 世帯と家族（対世帯数） - 18歳未満の子供がいる: 31.1% - 結婚・同居している夫婦: 55.7% - 未婚・離婚・死別女性が世帯主: 10.2% - 非家族世帯: 30.6% - 単身世帯: 25.0% - 65歳以上の老人1人暮らし: 9.5% - 平均構成人数 - 世帯: 2.53人 - 家族: 3.04人 | 収入と家計 - 収入の中央値 - 世帯: 52,810米ドル - 家族: 60,528米ドル - 性別 - 男性: 42,335米ドル - 女性: 31,082米ドル - 人口1人あたり収入: 21,967米ドル - 貧困線以下 - 対人口: 4.0% - 対家族数: 2.8% - 18歳未満: 3.4% - 65歳以上: 5.7% |

| 2005年10月25日時点の時点での登録有権者と政党支持の構成 | 2005年10月25日時点の時点での登録有権者と政党支持の構成 | 2005年10月25日時点の時点での登録有権者と政党支持の構成 | 2005年10月25日時点の時点での登録有権者と政党支持の構成 | 2005年10月25日時点の時点での登録有権者と政党支持の構成 | 2005年10月25日時点の時点での登録有権者と政党支持の構成 |
| 政党                                                   | 活性有権者                                             | 非活性有権者                                           | 有権者合計                                             | 構成比                                                 |                                                        |
| ------------------------------------------------------ | ------------------------------------------------------ | ------------------------------------------------------ | ------------------------------------------------------ | ------------------------------------------------------ | ------------------------------------------------------ |
| 民主党                                                 | 9,137                                                  | 200                                                    | 9,337                                                  | 34.67%                                                 |                                                        |
| 共和党                                                 | 4,765                                                  | 312                                                    | 5,077                                                  | 18.85%                                                 |                                                        |
| 無党派                                                 | 11,997                                                 | 497                                                    | 12,494                                                 | 46.40%                                                 |                                                        |
| 少数政党                                               | 21                                                     | 0                                                      | 21                                                     | 0.08%                                                  |                                                        |
| 合計                                                   | 25,920                                                 | 1,009                                                  | 26,929                                                 | 100%                                                   |                                                        |

## 経済
エンフィールドにはデンマークのプラスティック製玩具メーカー、レゴのアメリカ本社があり、町では最大の雇用主である。ホールマーク・カードが第2位の雇用主である。
以前は衣料品のカジュアル・コーナーの本社もあった。
エンフィールドの過去はカーペットと火薬の製造業で著名だった。オリン・トンプソンが町のトンプソンビル地区にビゲロー・サンフォード・カーペット社の店舗を作り、スウェーデンからの多くの移民を雇い、そのために住宅を建てたのが今でも残っている。
火薬産業はオーガスタス・ハザードが設立した。ハザードはその事業を繁栄させるために水力などの技術を用いる推進者だった。ハザードの会社は南北戦争のときに最大級の火薬メーカーとなっていた。
エンフィールドにはピルチ食肉ブリーダーの本社があり、以前は世界でも第2位の養鶏業者だった。この会社は1936年にチェスター・ピルチが設立し、1969年にデカルブ農業研究社に売却された。その最盛期にはエンフィールドで230エーカー (920,000 m2)の土地を所有し、4か国に農場があり、年間約2,400万羽の鶏を生産した。デカルブが工場をノースカロライナ州に移したので、365人分の職が失われた。
現在は精密カメラとビデオ修繕社が本社を置いている。
町内にはエンフィールド・スクエア・モールなど幾つかのショッピングセンターがある。

### 主要雇用主
エンフィールドの2011年包括的財務報告書に拠れば、郡内の主要雇用主は次の通りである。
| 順位 | 雇用主                                       | 従業員数 |
| ---- | -------------------------------------------- | -------- |
| 1    | マサチューセッツ相互生命保険                 | 1,900    |
| 2    | ホールマーク・カード                         | 750      |
| 3    | レゴ                                         | 500      |
| 4    | 3M                                           | 400      |
| 5    | ブルックス・ブラザーズ・グループ             | 400      |
| 6    | コネチカット州矯正省                         | 311      |
| 7    | マーティン・ブラウワー                       | 250      |
| 8    | エッペンドルフ                               | 175      |
| 9    | スペシャライズド・テクノロジー・リソーシーズ | 125      |

## 公園とレクリエーション
- ブレナード公園: ブレナード道路沿いにあり、ソフトボール場、子供の遊具がある
- コネチカット川
- グリーン・マナー・レクリエーション地域: テイラー道路近く、プレイスケープとスケートパークがある
- ハザードビル公園: ハザード・アベニュー近く、プレイスケープ、バスケットボールコート、ピクニック場がある
- マーク・トウェイン・レクリエーション地域: 南道路近く、テニスコートと球技場がある
- スキャンティック川州立公園: 南メイプル通り橋近く、カヌーとカヤック用の急流があり、釣りができる

## 行政のインフラ
コネチカット州矯正省の刑務所が町内にある。エンフィールド矯正所、ロビンソン矯正所、およびウィラード・サイバルスキ矯正所が町内にある。
2013年1月、町はマジック・カーペット・バス路線を運行し始めた。トンプソン、ハザード・アベニュー、エルム通りを繋いでいる。

## 教育
アスナンタック・コミュニティカレッジはエンフィールドにある２年制カレッジである。
エンフィールド公共教育学区が町内の公立学校を運営している。
エンフィールド高校とエンリコ・フェルミ高校が学区内の高校である。ジョン・F・ケネディ中学校が学区内の中学校である。小学校は９校ある。幼稚園から5年生までを教えている。ジュニア・ハイスクールが6年生から8年生、シニア・ハイスクールが9年生から12年生を教えている。
トマス・A・アルコーン学校は以前高校だったが、現在のエンフィールド高校が建設されたときに、小学校に転換された。後の1993年に大きく改修された。2005年時点でこの教育学区では約3,500人の児童生徒が学んでいた。
キャピトル地域教育評議会がエンフィールドに独自のマグネットスクールを持っている。公衆安全アカデミーは6年生から12年生を教えている。
幼稚園から8年生を教えるカトリック系学校が3校ある。
2012年、エンフィールド教育委員会が2つの高校を1つに統合することを決定した。エンフィールド高校が残ることになる。統合は2016年から2018年の間に行われる。

## 著名な出身者
- ジョニー・エイプリル、オルターナティブ・メタル/ハードロックバンドのステインドのベース奏者
- ジョン・アシュトン、俳優、エンフィールド高校卒
- ポール・ロブスン、歌手、俳優、公民権運動家、エンフィールドの元住人
- ザ・ラスト・グッドナイト、エンフィールド出身のバンド、元はレナタと呼ばれていた、エンフィールド高校卒

## 著名な歴史的場所
- ストランド劇場（エンフィールド・シネマ）、1940年代と1950年代に最も著名だった。1970年代は成人映画を上映していたが、1980年代に閉鎖された。地元住民は今後の利用について多くのアイディアを持っているが、大きな修理が必要である
- ビゲロー・サンフォード・カーペット会社、ビゲロー・コモンズにあり、改築されてアパートになっている。会社が従業員のために建てた。アメリカ合衆国国家歴史登録財に指定されている。

## 姉妹都市
エンフィールドは下記2都市と姉妹都市を結んでいる。
- 台湾、桃園市, 中壢区
- スウェーデン、ロネディ